# Medina (Pino Daniele)
Medina è il diciassettesimo album in studio del cantautore italiano Pino Daniele, pubblicato il 16 febbraio 2001 dalla RCA Records.

## Successo commerciale
Medina fu l'11º disco più venduto dell'anno, raggiungendo come picco nella classifica il 2º posto, con oltre 300 000 copie vendute.
Da questo album verranno estratti i singoli Sara, Mareluna e Tempo di cambiare. Contiene inoltre il brano Gente di frontiera, diffuso in radio nel gennaio 2001 ed entrato direttamente al primo posto dei brani più trasmessi.

## Tracce
1. Via Medina – 4:43
2. Evviva 'o rre' – 3:52
3. Tempo di cambiare – 4:20
4. Sara – 4:30
5. Senza 'e te – 4:02
6. Mareluna – 4:20
7. Lettera dal cuore – 4:27
8. Acqua passata – 4:24
9. Galby – 5:13
10. Gente di frontiera – 4:59
11. Lacrima di sale – 3:38
12. Africa A Africa E – 5:55
13. Ahi, disperata vita – 1:31

## Formazione
Musicisti
- Pino Daniele – voce, chitarra elettrica e chitarra acustica
- Mike Mainieri – pianoforte, vibrafono, tastiera
- Victor Bailey – basso
- Peter Erskine – batteria
- Accademia Musicale Italiana – archi
- Gianluca Podio – direttore d'orchestra, pianoforte, tastiera
- Fabio Massimo Colasanti – chitarra acustica
- Rachel Z – pianoforte
- Miriam Sullivan – basso
- Rino Zurzolo – contrabbasso
- Lele Melotti – batteria
- Omar Faruk Tekbilek – flauto, percussioni, zurna, bağlama
- Lotfi Bouchnak – voce in (Via Medina)
- Bechir Selmi – violino
- Abdelkrim Halilu – violoncello, oud
- Hamadi Ben Mabrouk – riqq
- 99 Posse – voci (in Evviva o rre)
- Faudel – voce (in Galby)
- Salif Keïta – voce (in Africa a Africa e)
- Khadijà El Afrite – kanun
- Mia Cooper – cori

## Classifiche
| Classifica (2001) | Posizione massima |
| ----------------- | ----------------- |
| Europa            | 28                |
| Italia            | 2                 |
| Svizzera          | 66                |
| Classifica (2015) | Posizione massima |
| Italia            | 74                |

### Classifiche di fine anno
| Classifica (2001) | Posizione |
| ----------------- | --------- |
| Italia            | 11        |

## Cover
Nel 2003 il brano Senza ‘e te è stato reinterpretato da Fiorella Mannoia per l’album dal vivo Concerti.